# 산바촌
산바촌(일본어: 山波村)은 히로시마현 가모군에 있던 촌이다. 현재의 히가시히로시마시의 일부에 해당한다.